# Gordes
Gordes  este o comună din Franța, situată în departamentul Vaucluse în regiunea Provence-Alpi-Coasta de Azur.

## Galerie de imagini

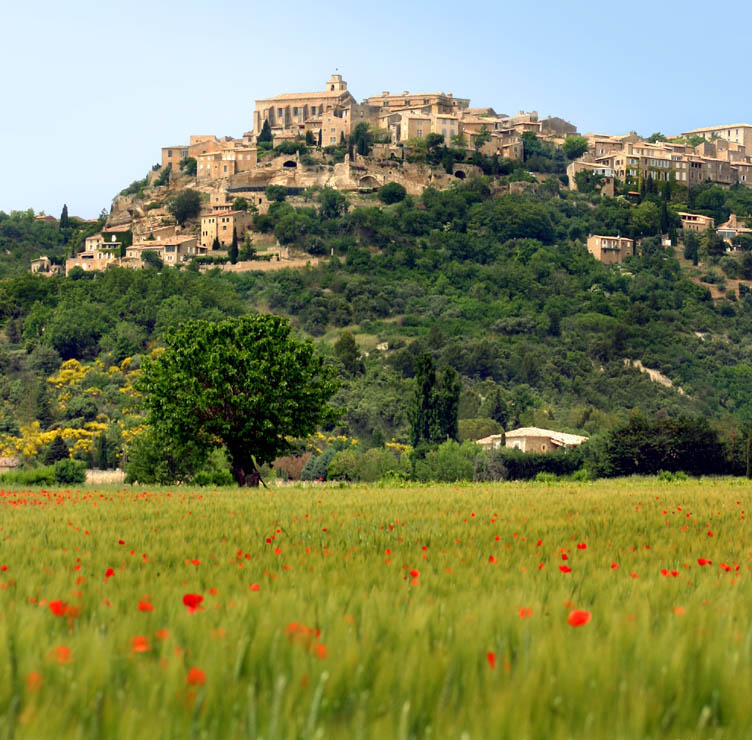
Gordes
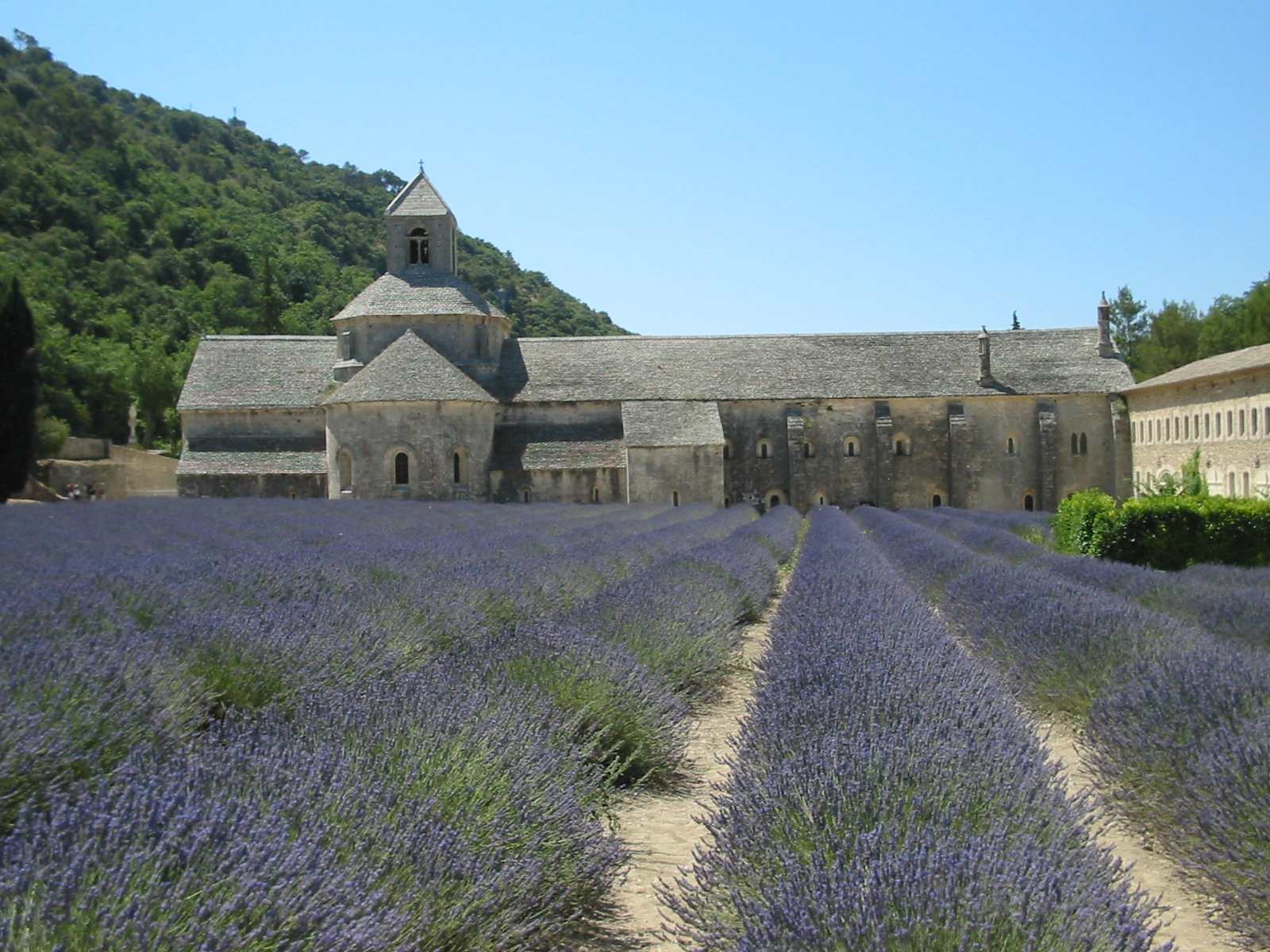
Mănăstirea Sénanque